# Antonio José Aranda Subiela
Antonio José Aranda Subiela (Huétor Vega, 7 d'octubre de 2000), més conegut com a Antonio Aranda, és un futbolista andalús que juga com a migcampista a l'Hèrcules CF de la Primera Federació.

## Trajectòria
Natural de Huétor Vega, Granada, és germà del també futbolista Óscar Aranda, es va formar a les categories inferiors del Granada CF, on va acabar la seva etapa juvenil en la temporada 2018-19.
La temporada 2019-20, forma part de la plantilla del Club Recreatiu Granada de la Segona Divisió B d'Espanya, en el qual juga durant dues temporades. En la seva segona temporada disputa 24 partits, 20 d'ells com a titular i marca cinc gols.
El 17 de juliol de 2021, signa pel FC Barcelona B de la Primera RFEF per dues temporades.
El 25 de maig de 2022, fa el seu debut amb el primer equip del FC Barcelona en una gira per Austràlia.